# Fußball-Bundesliga 2023-2024 (Austria)
La Bundesliga 2023-2024 (chiamata ufficialmente Admiral Bundesliga per motivi di sponsorizzazione), è la 112ª edizione della massima serie del campionato di calcio austriaco vinta dallo Sturm Graz. La stagione è iniziata il 28 luglio 2023 ed è terminata il 28 maggio 2024. Il Salisburgo è la squadra campione in carica. Costituisce inoltre la 50ª edizione della lega professionale attuale, la Bundesliga, che ha festeggiato con un particolare logo celebrativo.

## Stagione

### Novità
Dalla stagione precedente è retrocesso il Ried, mentre dalla Erste Liga è stato promosso il Blau-Weiß Linz, per la prima volta nella sua storia.

### Formula
Le 12 squadre si affrontano in un girone di andata e ritorno, per un totale di 22 giornate. Al termine, le squadre sono divise in due gruppi di sei, in base alla classifica. Tutte le squadre inizieranno il girone con i punti totalizzati durante la stagione regolare dimezzati per difetto. Ogni squadra incontra le altre del proprio gruppo, in partite di andata e ritorno, per un totale di altre 10 giornate.
Le prime due classificate sono ammesse alla UEFA Champions League 2024-2025. La vincitrice della ÖFB-Cup 2023-2024 è ammessa alla UEFA Europa League 2024-2025, mentre la terza classificata è ammessa alla UEFA Europa League 2024-2025.
Le squadre classificate al quarto, al quinto e al settimo posto partecipano alla gara play-off per l'assegnazione di un altro posto nella UEFA Conference League 2024-2025.
L'ultima classificata retrocederà in Erste Liga.

## Squadre partecipanti
| Club                | Città                    | Stadio                         | Stagione precedente |
| ------------------- | ------------------------ | ------------------------------ | ------------------- |
| Altach              | Altach                   | Cashpoint-Arena                | 11° in Bundesliga   |
| Austria Klagenfurt  | Klagenfurt am Wörthersee | Wörthersee Stadion             | 6° in Bundesliga    |
| Austria Lustenau    | Lustenau                 | Reichshofstadion               | 8° in Bundesliga    |
| Austria Vienna      | Vienna                   | Generali Arena                 | 5° in Bundesliga    |
| Blau-Weiß Linz      | Linz                     | Donauparkstadion               | 1° in Erste Liga    |
| Hartberg            | Hartberg                 | Profertil Arena Hartberg       | 10° in Bundesliga   |
| LASK                | Linz                     | Raiffeisen Arena               | 3° in Bundesliga    |
| Rapid Vienna        | Vienna                   | Allianz Stadion                | 4° in Bundesliga    |
| Salisburgo          | Salisburgo               | Stadion Wals-Siezenheimv       | Campione d'Austria  |
| Sturm Graz          | Graz                     | Merkur-Arena                   | 2° in Bundesliga    |
| WSG Swarovski Tirol | Wattens                  | Tivoli-Neu Stadion (Innsbruck) | 9° in Bundesliga    |
| Wolfsberger         | Wolfsberg                | Lavanttal Arena                | 7° in Bundesliga    |

## Allenatori e primatisti
| Squadra             | Allenatore                                                                 | Calciatore più presente | Cannoniere |
| ------------------- | -------------------------------------------------------------------------- | ----------------------- | ---------- |
| Altach              | Klaus Schmidt                                                              |                         |            |
| Austria Klagenfurt  | Peter Pacult                                                               |                         |            |
| Austria Lustenau    | Marco Mader (1ª-14ª) Alexander Schneider (15ª-17ª) Andreas Heraf (18ª-22ª) |                         |            |
| Austria Vienna      | Michael Wimmer                                                             |                         |            |
| Blau-Weiss Linz     | Gerald Scheiblehner                                                        |                         |            |
| Hartberg            | Markus Schopp                                                              |                         |            |
| LASK                | Thomas Sageder                                                             |                         |            |
| Rapid Vienna        | Zoran Barišić (1ª-14ª) Robert Klauß (15ª-22ª)                              |                         |            |
| Salisburgo          | Alexander Hauser (1ª) Gerhard Struber (2ª-22ª) Onur Çinel (23ª-32ª)        |                         |            |
| Sturm Graz          | Christian Ilzer                                                            |                         |            |
| WSG Swarovski Tirol | Thomas Silberberger                                                        |                         |            |
| Wolfsberger         | Manfred Schmid                                                             |                         |            |

## Stagione regolare

### Classifica
|  | Pos. | Squadra             | Pt | G  | V  | N  | P  | GF | GS | DR  |
|  | ---- | ------------------- | -- | -- | -- | -- | -- | -- | -- | --- |
|  | 1.   | Salisburgo          | 50 | 22 | 15 | 5  | 2  | 45 | 12 | +33 |
|  | 2.   | Sturm Graz          | 46 | 22 | 13 | 7  | 2  | 37 | 15 | +22 |
|  | 3.   | LASK                | 35 | 22 | 9  | 8  | 5  | 26 | 18 | +8  |
|  | 4.   | Austria Klagenfurt  | 34 | 22 | 8  | 10 | 4  | 29 | 27 | +2  |
|  | 5.   | Hartberg            | 34 | 22 | 9  | 7  | 6  | 33 | 28 | +5  |
|  | 6.   | Rapid Vienna        | 33 | 22 | 8  | 9  | 5  | 38 | 21 | +17 |
|  | 7.   | Austria Vienna      | 33 | 22 | 9  | 6  | 7  | 25 | 22 | +3  |
|  | 8.   | Wolfsberger         | 30 | 22 | 8  | 6  | 8  | 29 | 32 | -3  |
|  | 9.   | Altach              | 19 | 22 | 4  | 7  | 11 | 17 | 30 | -13 |
|  | 10.  | Blau-Weiß Linz      | 19 | 22 | 4  | 7  | 11 | 22 | 38 | -16 |
|  | 11.  | WSG Swarovski Tirol | 14 | 22 | 4  | 2  | 16 | 20 | 42 | -22 |
|  | 12.  | Austria Lustenau    | 10 | 22 | 2  | 4  | 16 | 13 | 49 | -36 |

Legenda:
      Ammesse alla Poule scudetto
      Ammesse alla Poule retrocessione
Note:

Tre punti a vittoria, uno a pareggio, zero a sconfitta.
In caso di arrivo di due o più squadre a pari punti, la graduatoria verrà stilata secondo la classifica avulsa tra le squadre interessate che prevede, in ordine, i seguenti criteri:
- Punti generali
- Differenza reti generale
- Reti realizzate in generale
- Partite vinte in generale
- Partite vinte in trasferta
- Punti negli scontri diretti
- Differenza reti negli scontri diretti
- Differenza reti generale
- Sorteggio

## Risultati

### Tabellone
Aggiornato al 6 maggio 2023 
Ogni riga indica i risultati casalinghi della squadra segnata a inizio della riga, contro le squadre segnate colonna per colonna (che invece avranno giocato l'incontro in trasferta). Al contrario, leggendo la colonna di una squadra si avranno i risultati ottenuti dalla stessa in trasferta, contro le squadre segnate in ogni riga, che invece avranno giocato l'incontro in casa.
|                     | Alt  | AKl  | ALu  | AVi  | Lin  | Har  | LAS  | RVi  | Sal  | SGr  | Tir  | Wol |
| ------------------- | ---- | ---- | ---- | ---- | ---- | ---- | ---- | ---- | ---- | ---- | ---- | --- |
| Altach              | –––– | 0-1  | 3-0  | 2-1  | 1-1  | 1-2  | 0-0  | 0-2  | 0-2  | 1-2  | 1-0  | 0-0 |
| Austria Klagenfurt  | 1-1  | –––– | 1-0  | 2-2  | 2-0  | 1-1  | 1-3  | 1-1  | 2-2  | 0-3  | 1-0  | 2-2 |
| Austria Lustenau    | 0-3  | 0-1  | –––– | 0-2  | 2-0  | 0-4  | 1-3  | 0-5  | 0-4  | 0-1  | 2-3  | 2-3 |
| Austria Vienna      | 2-1  | 2-2  | 1-0  | –––– | 4-0  | 3-1  | 0-0  | 0-0  | 0-0  | 0-3  | 2-0  | 0-0 |
| Blau-Weiss Linz     | 1-1  | 0-0  | 0-0  | 1-2  | –––– | 3-3  | 2-0  | 0-5  | 1-1  | 1-1  | 1-2  | 2-0 |
| Hartberg            | 0-0  | 0-3  | 2-2  | 2-1  | 3-2  | –––– | 0-0  | 1-0  | 1-5  | 1-1  | 3-0  | 2-0 |
| LASK                | 1-0  | 2-2  | 2-0  | 2-0  | 2-0  | 0-0  | –––– | 1-1  | 0-1  | 3-1  | 1-0  | 0-1 |
| Rapid Vienna        | 4-0  | 2-3  | 1-1  | 3-0  | 1-0  | 0-1  | 3-3  | –––– | 0-1  | 1-1  | 1-1  | 3-3 |
| Salisburgo          | 3-0  | 1-0  | 7-0  | 2-0  | 0-1  | 3-2  | 0-1  | 2-0  | –––– | 1-1  | 3-0  | 1-0 |
| Sturm Graz          | 1-0  | 0-0  | 2-0  | 0-1  | 4-1  | 2-1  | 2-0  | 1-1  | 2-2  | –––– | 1-0  | 4-0 |
| WSG Swarovski Tirol | 5-1  | 1-3  | 0-2  | 0-2  | 2-4  | 1-0  | 1-1  | 1-2  | 0-2  | 0-2  | –––– | 2-3 |
| Wolfsberger         | 1-1  | 4-0  | 1-1  | 1-0  | 2-1  | 0-3  | 2-1  | 0-2  | 1-2  | 1-2  | 4-1  |     |

## Poule scudetto
I punti conquistati nella stagione regolare vengono dimezzati e, in caso, arrotondati per difetto.

### Classifica finale
|                    | Pos. | Squadra            | Pt | G  | V  | N  | P  | GF | GS | DR  |
| ------------------ | ---- | ------------------ | -- | -- | -- | -- | -- | -- | -- | --- |
| Austria (bandiera) | 1.   | Sturm Graz         | 44 | 32 | 19 | 10 | 3  | 56 | 23 | +33 |
|                    | 2.   | Salisburgo         | 42 | 32 | 20 | 7  | 5  | 74 | 29 | +45 |
|                    | 3.   | LASK               | 34 | 32 | 14 | 10 | 8  | 43 | 33 | +10 |
|                    | 4.   | Rapid Vienna       | 28 | 32 | 11 | 12 | 9  | 47 | 35 | +12 |
|                    | 5.   | Hartberg           | 28 | 32 | 12 | 9  | 11 | 49 | 52 | -3  |
|                    | 6.   | Austria Klagenfurt | 22 | 32 | 9  | 12 | 11 | 40 | 50 | -10 |

Legenda:
 Ammesse allo spareggio qualificazione della UEFA Conference League 2024-2025

## Poule retrocessione
I punti conquistati nella stagione regolare vengono dimezzati e, in caso, arrotondati per difetto.

### Classifica finale
|  | Pos. | Squadra             | Pt | G  | V  | N  | P  | GF | GS | DR  |
|  | ---- | ------------------- | -- | -- | -- | -- | -- | -- | -- | --- |
|  | 7.   | Wolfsberger         | 31 | 32 | 12 | 10 | 10 | 41 | 39 | +2  |
|  | 8.   | Austria Vienna      | 29 | 32 | 12 | 10 | 10 | 35 | 34 | +1  |
|  | 9.   | Blau-Weiß Linz      | 22 | 32 | 7  | 11 | 14 | 33 | 48 | -15 |
|  | 10.  | Altach              | 21 | 32 | 6  | 13 | 13 | 27 | 40 | -13 |
|  | 11.  | WSG Swarovski Tirol | 19 | 32 | 7  | 5  | 20 | 29 | 55 | -26 |
|  | 12.  | Austria Lustenau    | 16 | 32 | 4  | 9  | 19 | 22 | 58 | -36 |

Legenda:
      Ammessa agli spareggi della UEFA Conference League 2024-2025.
 Ammessa allo spareggio nazionale per la UEFA Conference League 2024-2025.
      Retrocessa in Erste Liga 2024-2025
Note:

Tre punti a vittoria, uno a pareggio, zero a sconfitta.

## Play-off Conference League

### Semifinale
|             | Risultati |                | Luogo e data              |
| ----------- | --------- | -------------- | ------------------------- |
| Wolfsberger | 1 - 2     | Austria Vienna | Wolfsberg, 21 maggio 2024 |
|             |           |                |                           |

### Finale
|                | Risultati |                | Luogo e data             |
| -------------- | --------- | -------------- | ------------------------ |
| Austria Vienna | 2 - 1     | Hartberg       | Vienna, 24 maggio 2024   |
| Hartberg       | 0 - 1     | Austria Vienna | Hartberg, 28 maggio 2024 |
|                |           |                |                          |

## Statistiche

### Squadre

#### Capoliste solitarie
|    | —— | ——         | ——         | ——         | ——         | ——         | ——         | ——         | ——         | ——         | ——         | ——         | ——         | ——         | ——         | ——         | ——         | ——         | ——         | ——         | ——         | ——         | ——         | ——         | ——  | ——  | ——         | ——         | ——         | ——         | ——         | —— |  |
|    |    | Salisburgo | Salisburgo | Salisburgo | Salisburgo | Salisburgo | Salisburgo | Salisburgo | Salisburgo | Salisburgo | Salisburgo | Salisburgo | Salisburgo | Salisburgo | Salisburgo | Salisburgo | Salisburgo | Salisburgo | Salisburgo | Salisburgo | Salisburgo | Salisburgo | Salisburgo | Salisburgo |     |     | Sturm Graz | Sturm Graz | Sturm Graz | Sturm Graz | Sturm Graz |    |  |
|    |    |            |            |            |            |            |            |            |            |            |            |            |            |            |            |            |            |            |            |            |            |            |            |            |     |     |            |            |            |            |            |    |  |
|    |    |            |            |            |            |            |            |            |            |            |            |            |            |            |            |            |            |            |            |            |            |            |            |            |     |     |            |            |            |            |            |    |  |
| 1ª | 2ª | 3ª         | 4ª         | 5ª         | 6ª         | 7ª         | 8ª         | 9ª         | 10ª        | 11ª        | 12ª        | 13ª        | 14ª        | 15ª        | 16ª        | 17ª        | 18ª        | 19ª        | 20ª        | 21ª        | 22ª        | 23ª        | 24ª        | 25ª        | 26ª | 27ª | 28ª        | 29ª        | 30ª        | 31ª        | 32ª        |    |  |

### Individuali

#### Classifica marcatori
Aggiornato al 21 marzo 2024 
| Gol |  |  | Giocatore         | Squadra       |
| --- |  |  | ----------------- | ------------- |
| 10  |  |  | Karim Konaté      | Salisburgo    |
| 10  |  |  | Sinan Karweina    | A. Klagenfurt |
| 9   |  |  | Maximilian Entrup | Hartberg      |
| 9   |  |  | Thierno Ballo     | Wolfsberger   |
| 9   |  |  | Robert Žulj       | LASK          |
| 9   |  |  | Andreas Gruber    | A. Vienna     |
| 8   |  |  | Marco Grüll       | Rapid Vienna  |
| 7   |  |  | Christoph Lang    | Rapid Vienna  |
| 6   |  |  | Mohamed Bamba     | Wolfsberger   |
| 6   |  |  | Guido Burgstaller | Rapid Vienna  |
| 6   |  |  | Augustine Boakye  | Wolfsberger   |
| 6   |  |  | Tomi Horvat       | Sturm Graz    |
| 6   |  |  | Nik Prelec        | Wattens Tirol |
| 6   |  |  | Ronivaldo         | BM Lienz      |
| 6   |  |  | Szymon Włodarczyk | Strum Graz    |